# Praia de Mogor
Vista da Praia de Mogor.
A praia de Mogor é uma praia galega localizada no município de Marín, na província de Pontevedra, Espanha. Tem 400 metros de comprimento e está localizada na ria de Pontevedra, a 8 km de Pontevedra.

## Descrição
É uma praia em forma de concha na ria de Pontevedra, cercada por uma floresta exuberante em um afloramento rochoso.  A areia é branca e fina e é protegida dos ventos, com águas calmas e adequadas para a prática de desportos aquáticos : esqui aquático, vela, veículo aquático pessoal, windsurf e pedalinho.
A bandeira azul voa na praia. Tem estacionamento a 500 metros e fica a 600 metros da Praia de Portocelo.

## Acesso
De Pontevedra, apanha-se a estrada costeira PO-12 e PO-11 na direção de Marín. Em Marín, se apanha a estrada PO-551 e, no final da área cercada da escola naval, a pequena estrada que leva às praias.

## Galeria de fotos

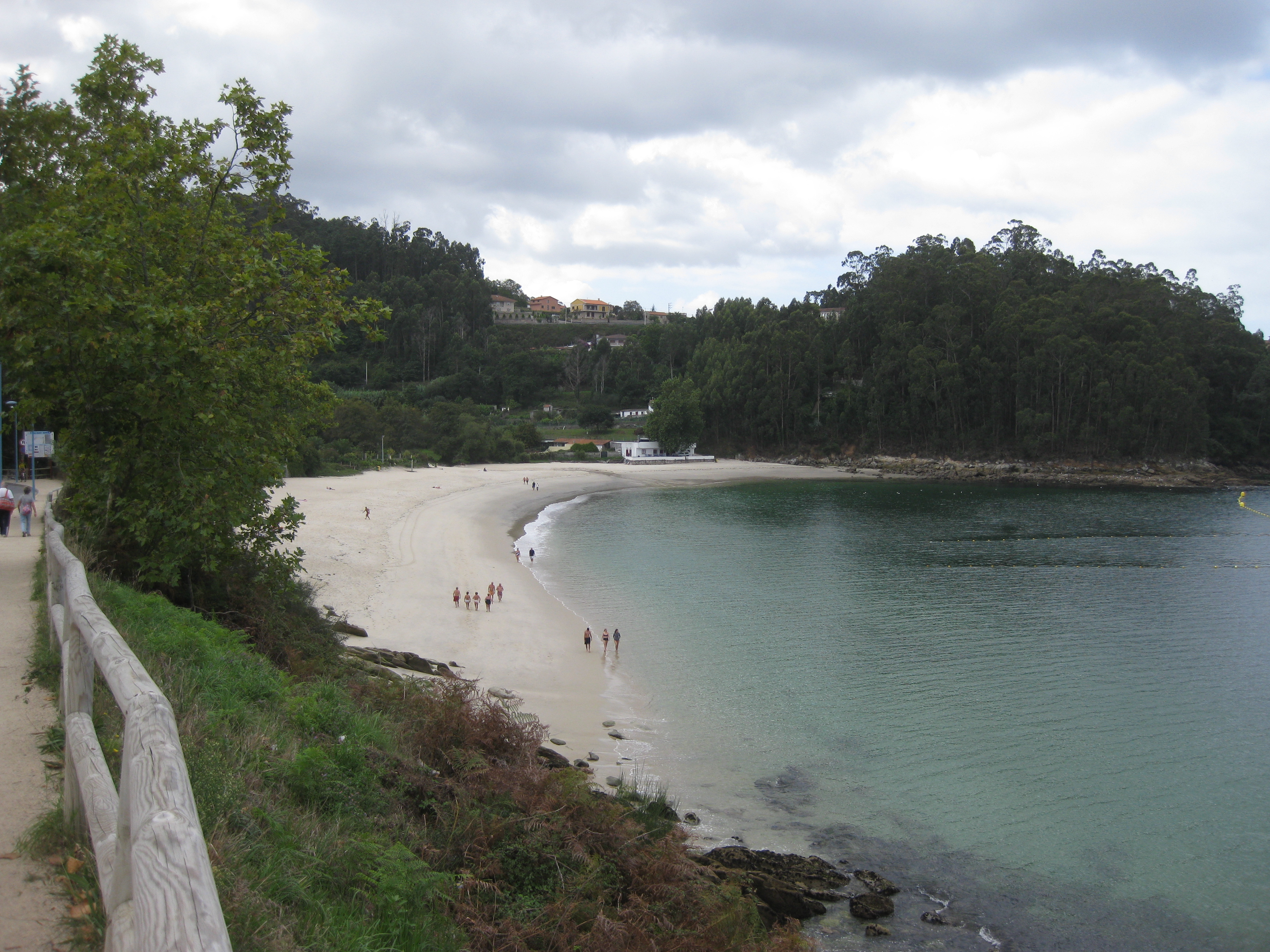
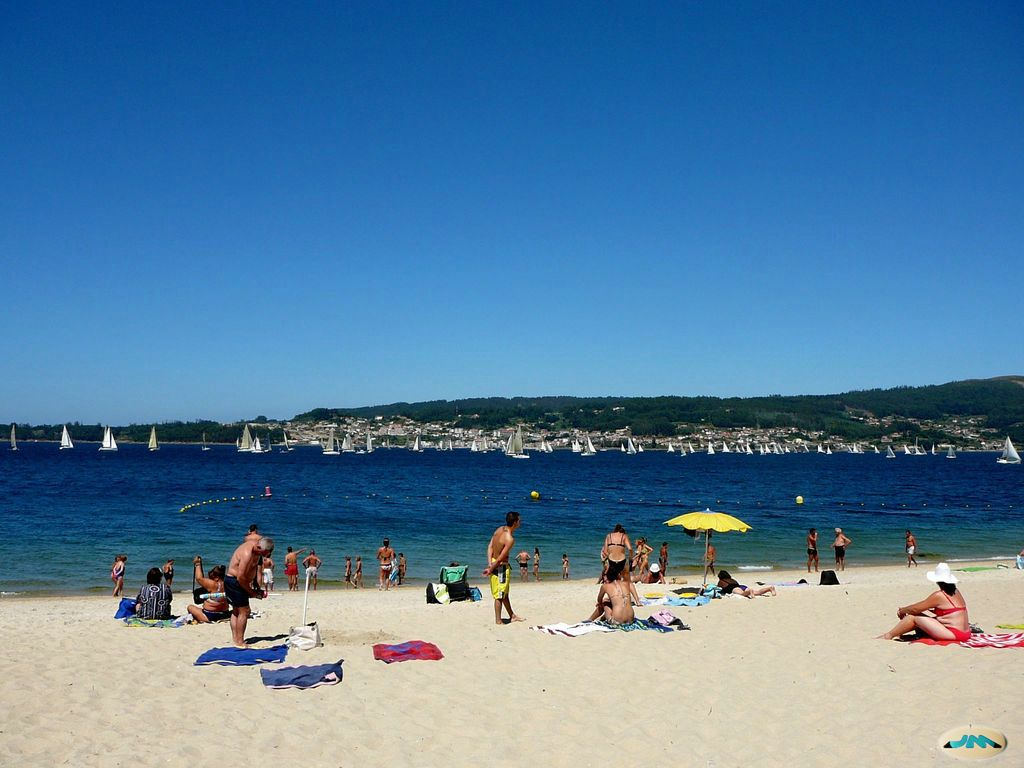
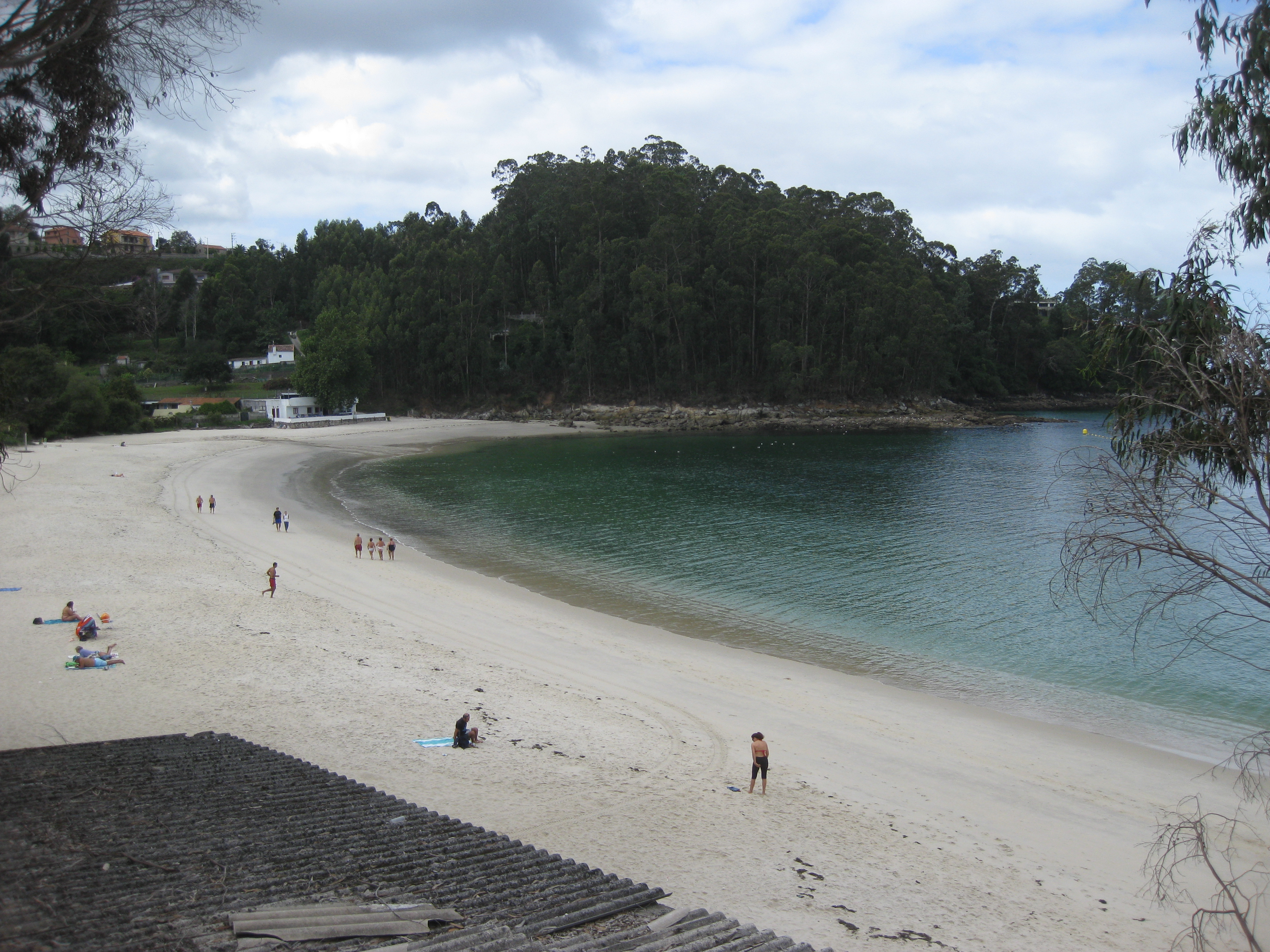
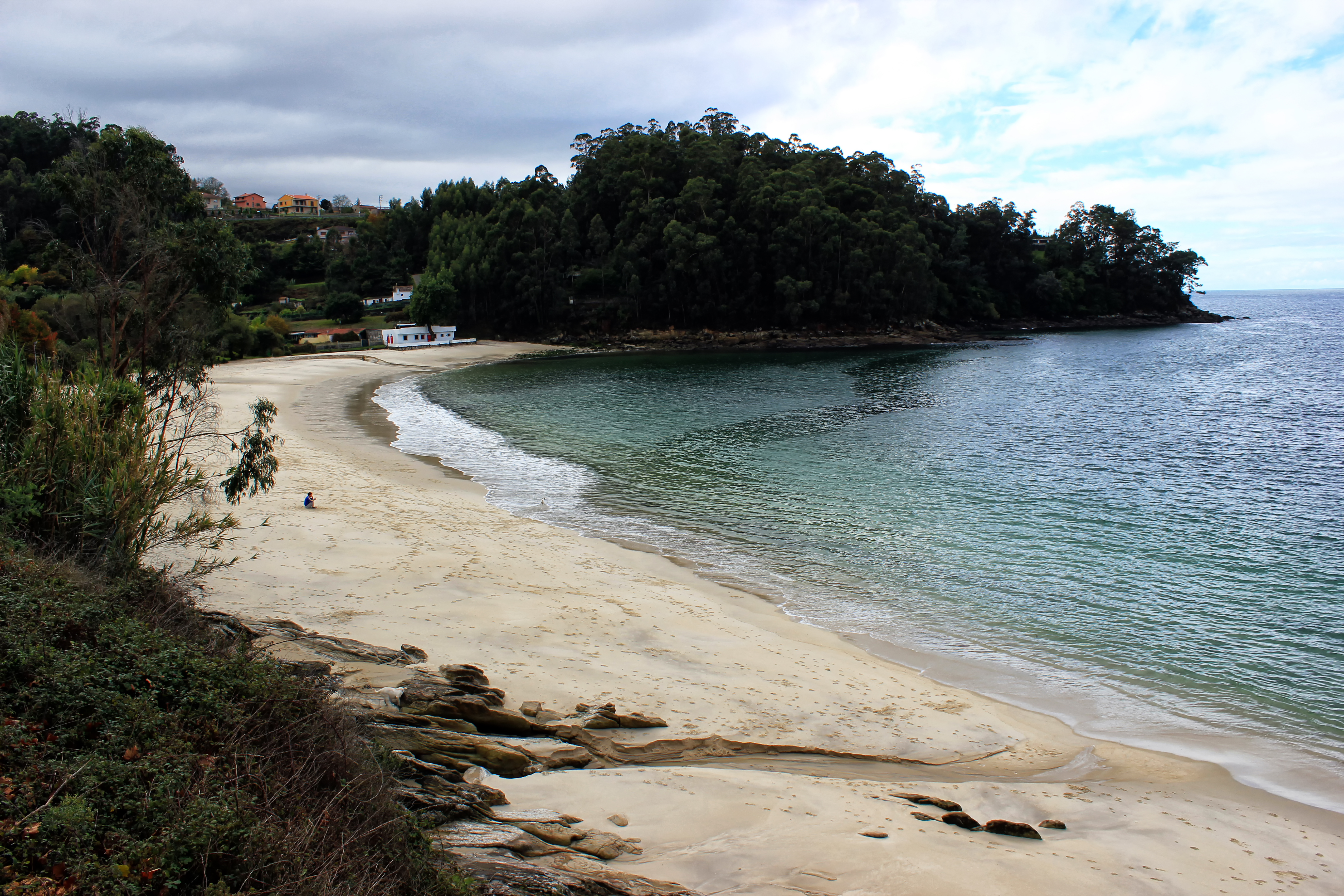
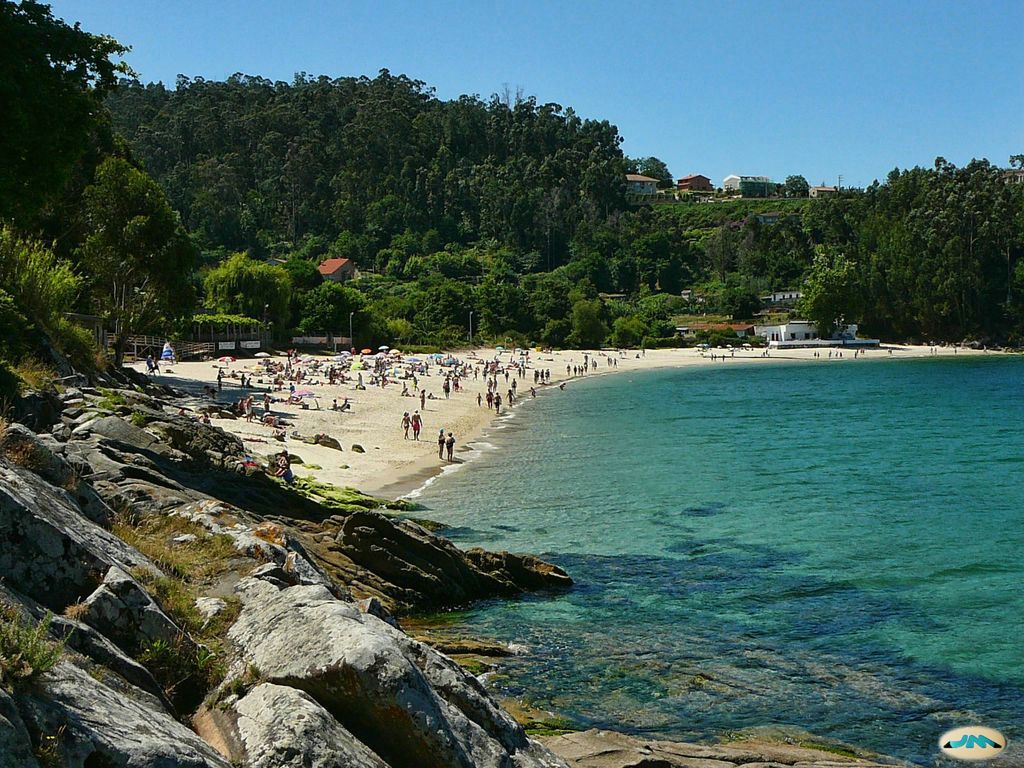
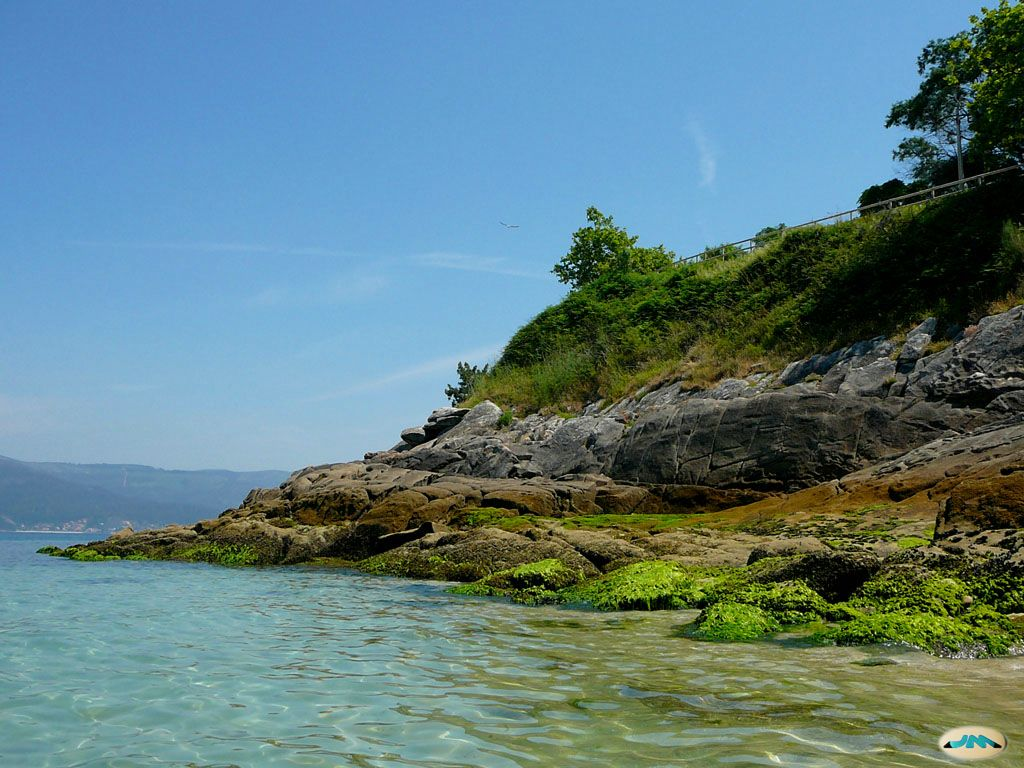
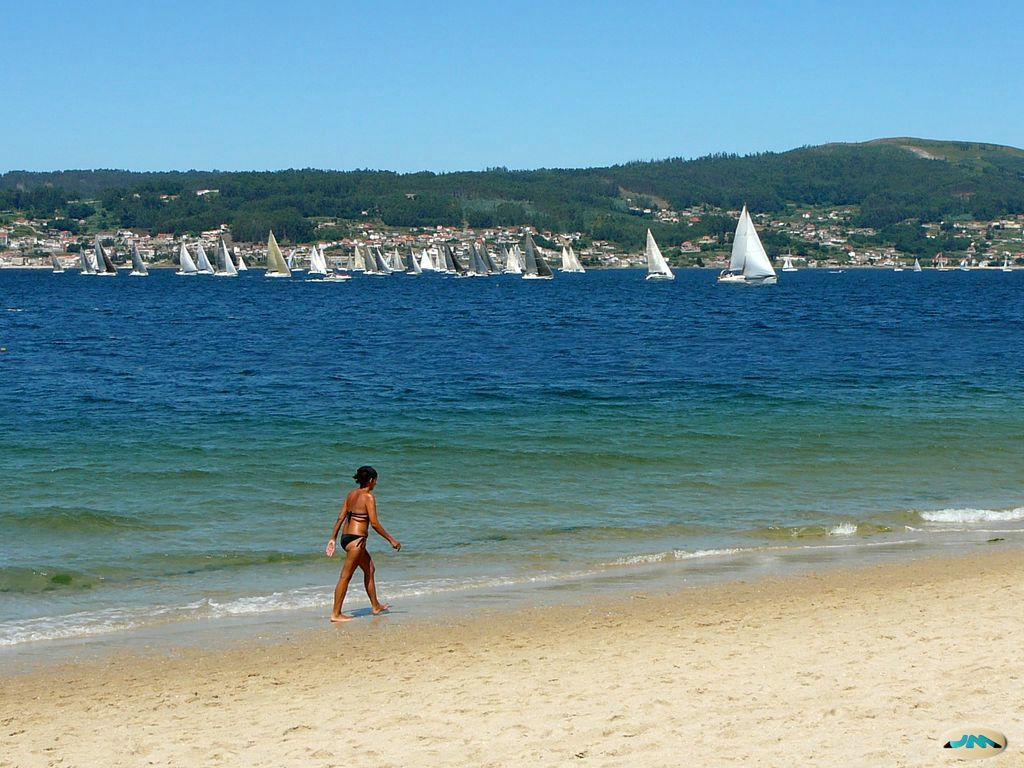
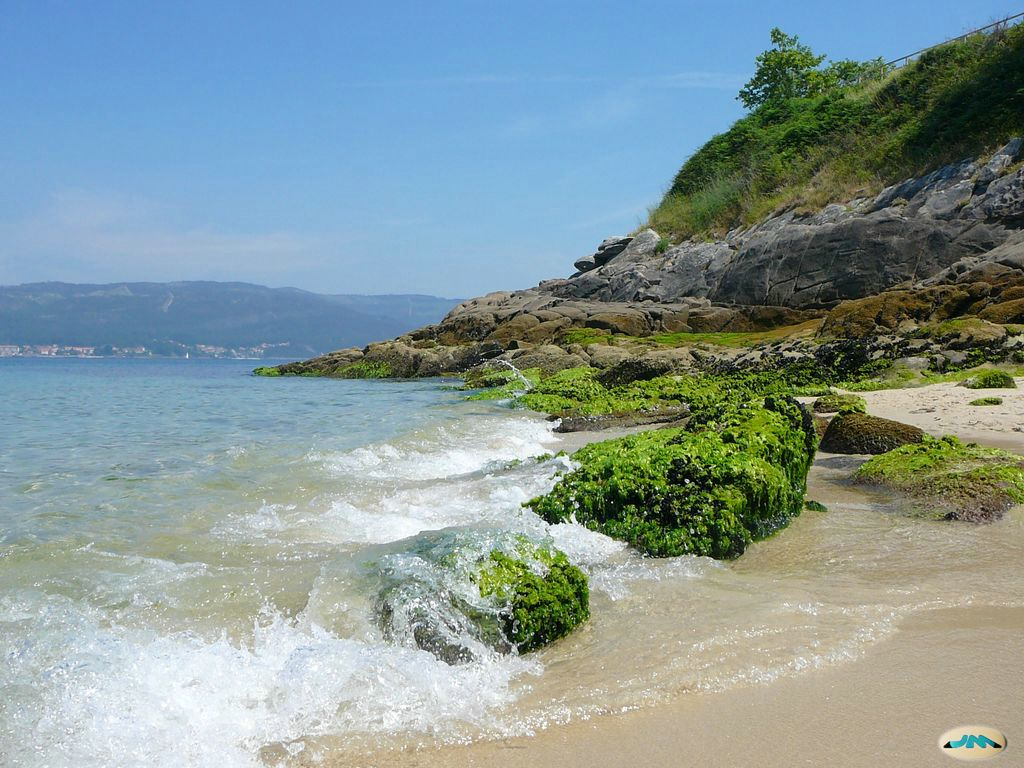
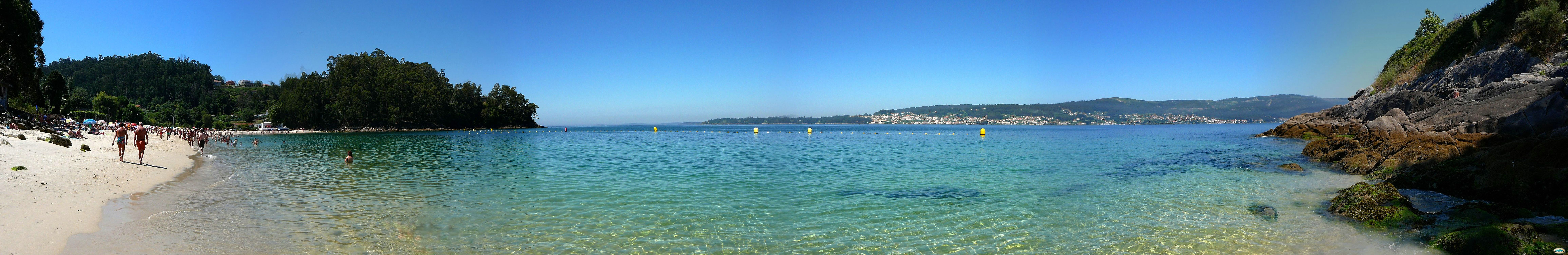

### Outros artigos
- Marín
- Ria de Pontevedra
- Rias Baixas
- Praia do Lérez